# Marit Røsberg Jacobsen
Marit Røsberg Jacobsen (ur. 25 lutego 1994 w Narwiku) – norweska piłkarka ręczna, reprezentantka kraju, grająca na pozycji prawoskrzydłowej. Obecnie występuje w duńskim Team Esbjerg.
W drużynie narodowej zadebiutowała 1 czerwca 2016 roku w towarzyskim meczu przeciwko reprezentacji Białorusi.

## Sukcesy reprezentacyjne
- Mistrzostwa Świata:
  -  2017
- Mistrzostwa Europy:
  -  2020